# 奥瑟-维克主教区
奥瑟-维克主教区（低地德语：Bisdom Ösel–Wiek），又称萨雷马-莱内主教区，是一个罗马天主教主教区和半独立采邑主教区，为神圣罗马帝国聖母之土的一部分。该主教区位于今爱沙尼亚境内。